# Tipula (Eremotipula) kaibabensis
Tipula (Eremotipula) kaibabensis is een tweevleugelige uit de familie langpootmuggen (Tipulidae). De soort komt voor in het Nearctisch gebied.